# Sant’Antonio Abate
Sant’Antonio Abate – miejscowość i gmina we Włoszech, w regionie Kampania, w prowincji Neapol.
Według danych na rok 2004 gminę zamieszkiwały 18 203 osoby, 2600,4 os./km².